# ブラムハウス・プロダクションズ
ブラムハウス・プロダクションズ（[ˈblʌmhaʊs]）は、2000年にジェイソン・ブラムによって設立されたアメリカ合衆国の映画およびテレビ制作プロダクション。主に低予算のホラー映画で知られている。
また、『セッション』や『ブラック・クランズマン』のようなドラマ映画も製作しており、両作はアカデミー作品賞にノミネートされ、『ゲット・アウト』と『ブラック・クランズマン』は、それぞれアカデミー脚本賞とアカデミー脚色賞を受賞した。2014年には、テレビ映画『ノーマル・ハート』を製作し、プライムタイム・エミー賞作品賞を受賞した。
主に監督では、リー・ワネルやジェームズ・ワン、ジョーダン・ピール、クリストファー・B・ランドン、スコット・デリクソン、 M・ナイト・シャマラン、マイク・フラナガン、デヴィッド・ゴードン・グリーン、俳優では、イーサン・ホークやケヴィン・ベーコン、ジェームズ・マカヴォイ、エリザベス・モス、脚本家ではジェームズ・デモナコらとのコラボで知られる。

## 沿革

### 映画
2000年の設立当初は、ミラマックスの買収部門で共に仕事をしていたジェイソン・ブラムとエイミー・イスラエルによって設立され、「ブラム・イスラエル・プロダクションズ」として知られていた。設立後には、ミラマックスと非独占的なファーストルック契約を結んだ。しかし、2002年の『ユマ・サーマンの運命の人を探して』の製作を最後に2人は別の道を進むこととなり、社名は「ブラムハウス・プロダクションズ」となった。
同社のビジネスモデルは、少ない予算で映画を制作し、監督に創造的自由を与え、スタジオのシステムを通じて幅広い地域に公開することにある。この低予算モデルは、2007年の『パラノーマル・アクティビティ』から始まった。同作は15,000ドルで製作され、世界興収1億9,300万ドル以上を記録した。さらに、2010年の『インシディアス』は製作費150万ドルで世界興収9,900万ドル以上、2012年の『フッテージ』は製作費300万ドルで世界興収8,700万ドル以上を記録した。
2010年、「Haunted Movies」が同社の一部門として設立された。同部門は『インシディアス』や『THE RIVER 呪いの川』、『ザ・ベイ』、『ロード・オブ・セイラム』などを製作した。
2011年、ユニバーサル・ピクチャーズと3年間のファーストルック契約を締結した。
2012年2月、ライオンズゲートとファーストルック契約を結んだ。
2014年7月、NBCユニバーサルとの契約を延長し、さらに10年間のファーストルック契約という前例のない契約を締結した。2年または3年の契約が一般的であるハリウッドにおいて、10年という期間は、同社が収益性の高い映画を提供し続けることができるという期待を表している。
同年9月9日、同社やその他の映画製作者による作品をマルチプラットフォームリリースに専念する部門「BH Tilt」を設立した。
2015年、同社からの資金提供により、『グリーン・インフェルノ』で監督を務めたイーライ・ロスらによるCrypt TVが設立された。
2017年8月、ドリームワークス・アニメーションと提携し『Spooky Jack』を共同制作すると発表したが、2019年に同作はドリームワークス・アニメーションの候補から外された。
同年9月7日、今後「BH Tilt」はネオンと提携して運営することとなった。
2018年12月、6年間Netflixの宣伝副部長を務めたカレン・バラガンが、同社のマーケティング・コミュニケーション責任者に就任した。
2019年6月、マテル・フィルムズと提携し、同名の人気玩具をもとにした映画『Magic 8 Ball』を制作し、監督にはジェフ・ワドロウが就任する予定だと報じられた。
同年10月、アイハートメディアと提携してホラーポッドキャストを制作し、映画とテレビのスピンオフも視野に入れていると報じられた。
2020年4月、新型コロナウイルス感染症の影響で、小規模の人員削減が行われた。この出来事は、低予算のヒット作で知られる同社のような、収益性が高い企業ですら経済的打撃を受ることの証明となり、同感染症の影響の大きさを表すこととなった。
同年7月、『ザ・ラウデスト・ボイス-アメリカを分断した男-』のショーランナーアレックス・メトカーフが、同社と映画およびテレビのオーバーオール契約を締結した。
同年9月、同社と様々な共同作を制作してきたリー・ワネルが、映画およびテレビのオーバーオール契約を結んだ。
2022年5月、同社の新モーション・ロゴが公開された。
同年11月、同社とジェームズ・ワンの製作会社アトミック・モンスターが合併に向けて交渉中で、ブラムハウスが締結しているユニバーサルとのファーストルック契約を共有する方向だと報じられた。両社はそれぞれ別々のレーベルとして運営を続け、クリエイティブな自主性やブランド・アイデンティティは維持されることになる。
2024年1月2日、アトミック・モンスターとの合併を正式に発表した。

### テレビ
2017年4月、ITV Studiosが45％の株式を引き受ける形で、独立系テレビスタジオを設立した。この契約により、「Blumhouse Television」は独立したテレビスタジオとなり、”世界中の視聴者に向けたダークなジャンル番組"に焦点を当てた番組を制作することになる。
同年7月、ドナルド・トランプ元米大統領政権下で首席戦略官を務めたスティーブン・バノンを題材にした『バノン 悪魔の取引』をもとに、テレビシリーズを制作することが報じられた。
2018年1月、Hulu向けに12話からなるアンソロジーシリーズ『Into the Dark』の製作が発表された。各エピソードは、年間を通して毎月第1金曜日に配信され、様々な”祝日”に着目したスリラーとなっている。2019年には、シーズン2が放送された。
同年4月、Striker Entertainmentとテレビドラマにおけるファーストルック契約を締結した。両社は、ゲーム『Five Nights at Freddy's』を題材にした映画を含め、既存のフランチャイズをベースにしたテレビドラマを共同で制作する。
同年11月、Amazonスタジオと提携し、Amazon Prime Videoで全世界に配信する8本の長編スリラー映画を制作すると発表した。これらのアンソロジーシリーズは「Welcome to the Blumhouse」と題され、最初の4本は2020年10月に、残りは2021年10月に公開された。
2020年5月、NBCニュースと共同で、デイトラインNBCで報じられた実際の事件に基づいたシリーズを制作すると発表した。その後、エリザベス・モスがアメリカの議員ケイティ・ヒル役で主演すると報じられた。
同年10月、オーディション番組アメリカズ・ゴッド・タレントのシーズン14で準優勝を果たしたデトロイト少年少女合唱団を題材にした、ドキュメンタリーとテレビドラマの2作品の制作が報じられた。2021年9月、同作の配給権をDisney+が獲得したと報じられた。
2021年3月、Epixと新たなパートナーシップを結び、8本のホラー／ジャンル・スリラー映画を独占的に製作することを発表した。『河畔の家』が本プロジェクトの第1作目となった。残りの7本の映画は2022年に公開される予定。
同年5月、マニアック・プロダクションズと共に、BBCラジオ 4製作のポッドキャスト『The Battersea Poltergeist』の映像化権を獲得した。同作は、12年間続いた実際のポルターガイスト現象を題材にしており、『Blumhouse's Ghost Story』と題したドラマシリーズと、ドキュメンタリーの両方を製作する予定である。
2023年6月、Amazon Prime Video配信のドラマシリーズ『The Bondsman』に、死から蘇った賞金稼ぎの役でケヴィン・ベーコンが主演すると報じられた。
同年7月、自然史に密着するプリムソル・プロダクションズと提携し、ドキュメンタリー・シリーズの製作が発表された。『Nightmares of Nature』と題し、リアルな自然ならではの恐怖から生き延びるために戦う野生動物を描く。

### イベント
2012年、ロサンゼルスのダウンタウン中心部で"Blumhouse of Horrors"と題した双方向型のお化け屋敷をプロデュースした。
2013、14年には、長編映画のバックストーリーから着想を得た没入型脱出ゲーム「パージ：フィアー・ザ・ナイト」や「パージ：ブレイクアウト」をプロデュースした。
2017年8月、ユニバーサル・スタジオ・ハリウッドとユニバーサル・オーランド・リゾートのハロウィーン・ホラー・ナイトと提携し、「The Horrors of Blumhouse」と題したお化け屋敷を開催すると発表され、『インシディアス』シリーズや『パージ』シリーズ、『フッテージ』シリーズに着目した仕掛けがされた。その後も数回開催されており、『トゥルース・オア・デア ～殺人ゲーム～』、『アンフレンデッド』、『ハッピー・デス・デイ』、『パージ:エクスペリメント』、『ザ・スイッチ』、『ブラック・フォン』、『エクソシスト 信じる者』などの映画がフィーチャーされた。

### 書籍
2014年11月、オリジナルのホラー／スリラー小説を出版する「Blumhouse Books」を立ち上げた。2023年現在、9タイトルが出版されている。

### ポッドキャスト
2015年、アイハートメディアと共同で、Crypt TV製作のミニシリーズ『Mordeo』をもとにしたポッドキャストシリーズを制作すると報じられた。
2016年5月、ロブ・ガッルッツォやエルリック・ケイン、レベッカ・マッケンドリー、ライアン・タークらをホストに迎えるポッドキャス「Shock Waves」を立ち上げた。
2018年1月16日、ミック・ギャリスのホラーポッドキャスト「Post Mortem」が同社のポッドキャストネットワークに参入することが発表された。
2023年、アイハートメディアと共同で『The Mantawauk Caves』の製作が発表された。

### ゲーム
2023年2月、子会社「Blumhouse Games」を設立し、コンソール、PC、モバイル機器向けに、ホラーをテーマにしたオリジナルのビデオゲームを制作・販売することを発表した。同社は独立系ゲーム開発者と提携し、予算1000万ドル以下のインディーズゲームをターゲットに製作する。ザック・ウッドを社長に、元PlayStation副社長のドン・セクラーをCFOに任命した。
2024年10月23日、同社初のタイトル『Fear the Spotlight』がリリースされた。

## 主な作品
「Category:ブラムハウス・プロダクションズの作品」参照

### 公開予定の映画
| 公開 | タイトル                   | 監督                     | 備考                                                                          |
| ---- | -------------------------- | ------------------------ | ----------------------------------------------------------------------------- |
| 2024 | They Listen                | クリス・ワイツ           |                                                                               |
| 2025 | The Woman in the Yard      | ジャウム・コレット＝セラ |                                                                               |
| 2025 | Drop                       | クリストファー・ランドン |                                                                               |
| 2025 | M3GAN 2.0                  | ジェラルド・ジョンストン | アトミック・モンスターと共同製作                                              |
| 2025 | The Black Phone 2          | スコット・デリクソン     |                                                                               |
| 2025 | Five Nights at Freddy's 2  | エマ・タミ               |                                                                               |
| 2026 | SOULM8TE                   | ケイト・ドーラン         | 2022年の映画『M3GAN ミーガン』のスピンオフ。 アトミック・モンスターと共同製作 |
| 2026 | Untitled The Exorcist film | マイク・フラナガン       |                                                                               |
| 2026 | The Mummy                  | リー・クローニン         | ザ マミーシリーズのリブート作 アトミック・モンスターと共同製作                |
| 2026 | Untitled Insidious film    | 未定                     |                                                                               |

### 興行収入ランキング
| #  | 公開 | タイトル                               | 監督                                       | 製作費      | 興行収入     |
| -- | ---- | -------------------------------------- | ------------------------------------------ | ----------- | ------------ |
| 1  | 2023 | ファイブ・ナイツ・アット・フレディーズ | エマ・タミ                                 | $20,000,000 | $297,185,222 |
| 2  | 2017 | スプリット                             | M・ナイト・シャマラン                      | $9,000,000  | $278,754,594 |
| 3  | 2018 | ハロウィン                             | デヴィッド・ゴードン・グリーン             | $10,000,000 | $255,416,089 |
| 4  | 2017 | ゲット・アウト                         | ジョーダン・ピール                         | $5,000,000  | $252,297,405 |
| 5  | 2019 | ミスター・ガラス                       | M・ナイト・シャマラン                      | $20,000,000 | $246,999,039 |
| 6  | 2011 | パラノーマル・アクティビティ3          | ヘンリー・ジュースト、アリエル・シュルマン | $5,000,000  | $207,039,844 |
| 7  | 2009 | パラノーマル・アクティビティ           | オーレン・ペリ                             | $450,000    | $194,183,034 |
| 8  | 2023 | インシディアス 赤い扉                  | パトリック・ウィルソン                     | $16,000,000 | $186,258,928 |
| 9  | 2023 | M3GAN ミーガン                         | ジェラルド・ジョンストン                   | $12,000,000 | $181,013,217 |
| 10 | 2010 | パラノーマル・アクティビティ2          | トッド・ウィリアムズ                       | $3,000,000  | $177,512,032 |

## 参照
- アトミック・モンスター
- ブラインディング・エッジ・ピクチャーズ（英語版）
- モンキーパウ・プロダクションズ（英語版）
- ゴースト・ハウス・ピクチャーズ
- プラチナム・デューンズ
- A24
- ネオン
- ツイステッド・ピクチャーズ
- ダーク・キャッスル・エンターテインメント
- スタジオ 8（英語版）
- ピクチャー・カンパニー（英語版）